# Postigo del Carbón (Sevilla)
El postigo del Carbón, también conocido como postigo de los Azacanes, como postigo de las Atarazanas y como postigo del Oro, fue una de las puertas de acceso del recinto amurallado de la ciudad de Sevilla, Andalucía, España. Su nombre más común, el del Carbón, fue producto de la venta de este combustible que se llevaba a cabo en el postigo y sus aledaños.
Estaba situado en la confluencia de las calles Santander y Temprado, e inmediato a la Torre de la Plata. Derribado después de 1868, aún puede verse su emplazamiento en los restos de lienzos sobre los que se apoyaba, y en su lugar un azulejo de la Virgen del Carmen.

## Historia
El Postigo del Oro o del Carbón era la puerta por la que entraban en Sevilla la mayor cantidad de productos indianos, por ser la más próxima a la Aduana nueva. Este postigo también era la entrada más cercana a la Casa de la Moneda, hacia donde se conducían grandes cantidades de metales preciosos. Además, estaba cerca de la Lonja y de la calle Santo Tomás, en las cuales se desarrollaban actividades comerciales dirigidas a la exposición de mercancías destinadas a las Indias.
Posteriormente, se realizó un traslado del Postigo debido a las construcciones de las Atarazanas Reales en el siglo XIII y a la nueva Aduana, según el proyecto de Asensio de Maeda, terminada en 1586. También influyó en este traslado el cambio de ubicación de las Herrerías Reales.